# Блэйкли, Грейс
Грейс Блэйкли (англ. Grace Blakeley; род. 26 июня 1993, Бейсингсток, Гэмпшир) — британская журналистка и экономист, обозреватель журнала Tribune, автор нескольких книг. Прежде являлась экономическим комментатором New Statesman и исследовательским феллоу Institute for Public Policy Research (North).

## Биография
Получила частное образование, изучала философию, политику и экономику в Оксфорде и окончила курс с отличием, также получила там степень магистра по африканистике. Недолговременно затем работала в KPMG. В 2016 перебралась в Лондон.
Входила в Национальный политический форум Лейбористской партии. Она поддерживала Джереми Корбина и голосовала за него на выборах руководства лейбористов в 2015 и 2016 годах, хотя и считала, что он недостаточно смог «бросить вызов гегемонии неолиберализма». В июне 2024 года Блейкли заявила, что она покинула Лейбористскую партию в 2023 году из-за публичного заявления Кира Стармера, что Израиль имеет право отключить электроэнергию и воду в Газе во время войны.
Писала для Independent, Jacobin, Novara Media. Называет себя демократической социалисткой, её также указывают как евроскептика.
Она «одна из самых ярых антикапиталистических представительниц своего поколения», — как отмечают на сайте Simon & Schuster. «Один из самых вдохновляющих, заставляющих задуматься и проницательных голосов слева», — характеризовал её Оуэн Джонс.
Автор Stolen: How to Save the World from Financialisation (2019; её первая книга) и The Corona Crash (2020) {Рец.}, а также Vulture Capitalism: Corporate Crimes, Backdoor Bailouts and the Death of Freedom {Рец.}, вошедшей в лонг-лист Women's Prize for Non-Fiction (2024). Отмечала, что её всегда как литератора вдохновляла Наоми Кляйн.
Состоит в отношениях с Томом Розенталем.

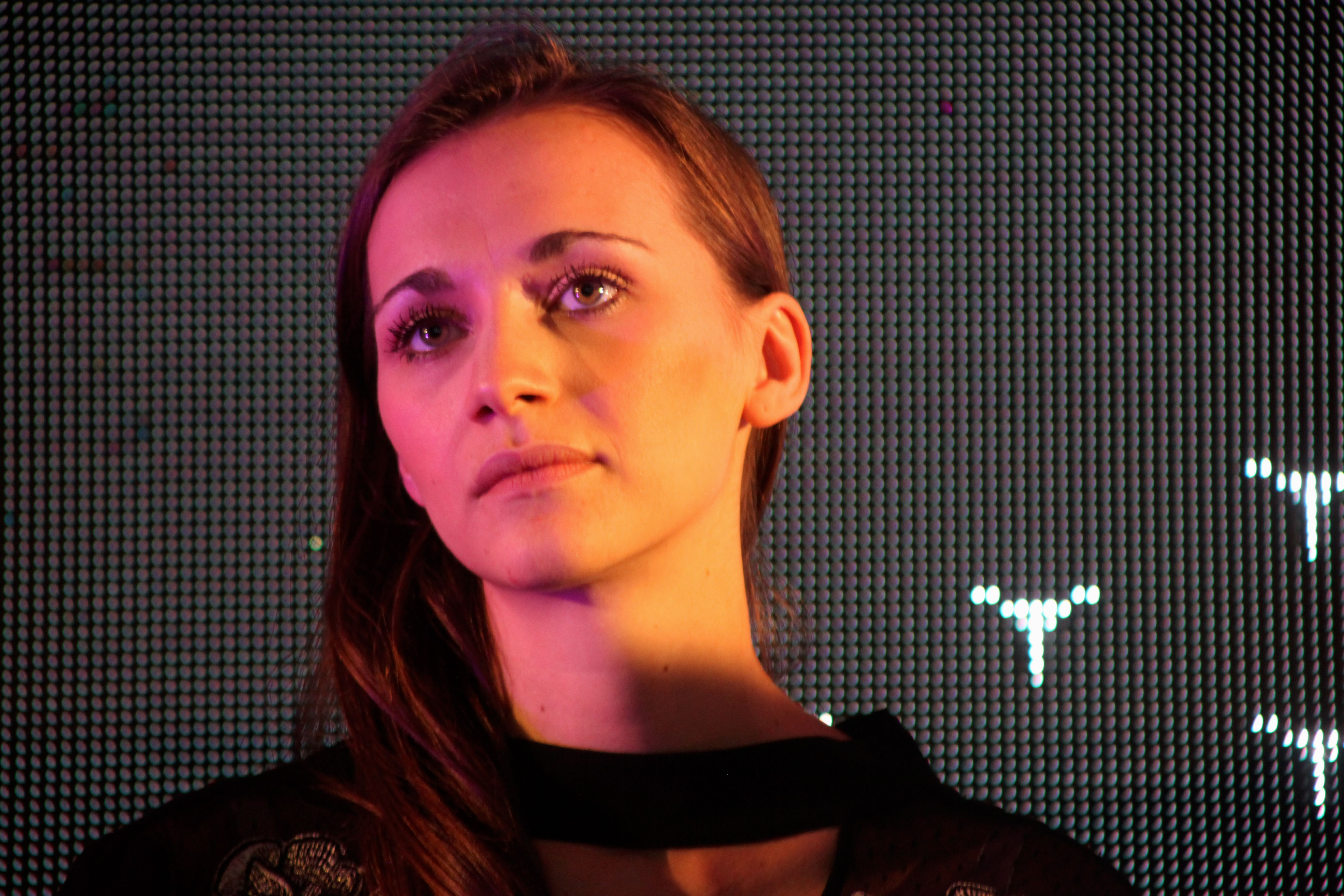
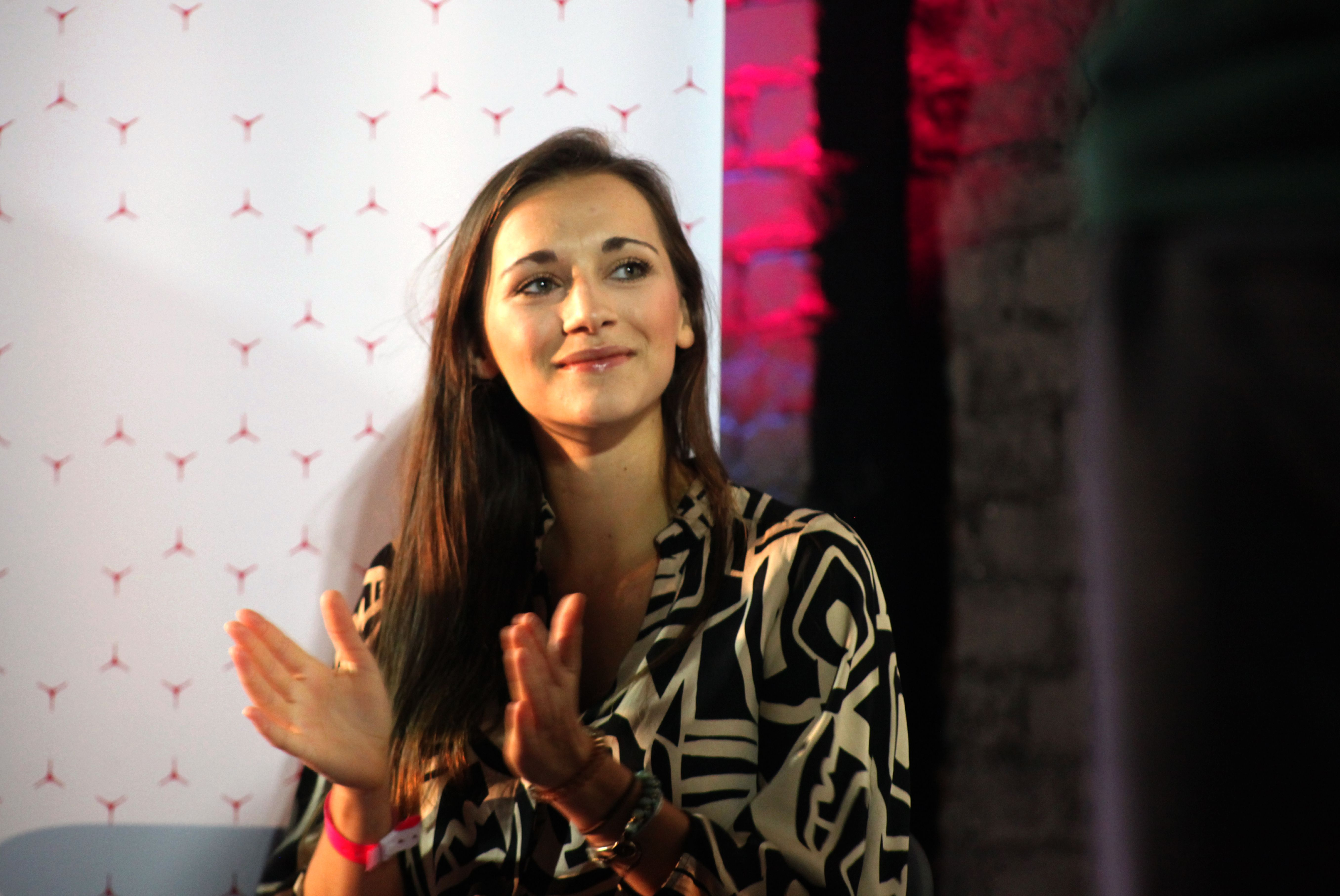
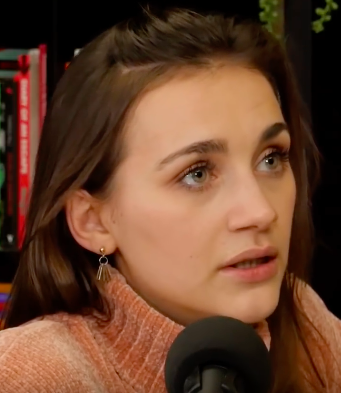